# Erdoğan Partener
Erdoğan Partener, né le 5 mars 1929, à Plovdiv, en Bulgarie et décédé le 13 novembre 1995, à Bonn, en Allemagne, est un ancien joueur turc de basket-ball.